# Rich Caster
Rich C. Caster (Mobile, 16 de outubro de 1948 – Nova Iorque, 2 de fevereiro de 2024 foi um jogador profissional de futebol americano estadunidense.

## Carreira
Rich Caster foi campeão da temporada de 1982 da National Football League jogando pelo Washington Redskins.

## Morte
Caster morreu no dia 2 de fevereiro de 2024, aos 75 anos.